# Capitoli di Golden Kamui

Copertina del primo volume dell'edizione italiana, raffigurante il protagonista Saichi Sugimoto

Questa è la lista dei capitoli di Golden Kamui, manga scritto e disegnato da Satoru Noda. L'opera racconta di Saichi Sugimoto, un soldato semplice dell'esercito giapponese, divenuto famoso tra i commilitoni come "Sugimoto l'immortale". Il manga è stato pubblicato dal 21 agosto 2014 al 28 aprile 2022 su Weekly Young Jump ed è stato raccolto in 31 volumi tankōbon.
L'edizione italiana del manga è stata annunciata da J-Pop nell'estate 2016 e pubblicata dal 23 novembre dello stesso anno fino al 28 giugno 2023.
La serie è stata distribuita anche negli Stati Uniti da Viz Media, in Francia da Ki-oon, in Spagna da Milky Way Ediciones, in Germania da Cross Cult, in Cina da Sharp Point Press e in Corea del Sud da Daewon C.I..

## Volumi 1-10
| 1  | 19 gennaio 2015 | ISBN 978-4-08-890082-7 | 23 novembre 2016  | ISBN 978-88-6883-803-4 |
| 1  | Capitoli - 1. Sugimoto l'Immortale (不死身の杉元?, Fujimi no Sugimoto) - 2. Wenkamui (ウェンカムイ?, Wenkamui) - 3. Trappole (罠?, Wana) - 4. Il fantasma senza volto (のっぺら坊?, Nopperabō) - 5. Unità Hokuchin (北鎮部隊?, Hokuchin butai) - 6. Persecuzione (迫害?, Hakugai) - 7. Il re dell'evasione (脱獄王?, Datsugoku-ō) |                        |                   |                        |
| 2  | 19 febbraio 2015 | ISBN 978-4-08-890105-3 | 1º febbraio 2017  | ISBN 978-88-6883-863-8 |
| 2  | Capitoli - 8. In fuga (逃走?, Tōsō) - 9. Senza via di scampo (窮鼠?, Kyūso) - 10. Azzardo (博打?, Bakuchi) - 11. Aiunu Kotan (アイヌコタン?, Ainu Kotan) - 12. Kamui Moshir (カムイモシリ?, Kamui Moshiri) - 13. Spiriti possessori (憑き神?, Tsuki-gami) - 14. Ululati (遠吠え?, Tōboe) - 15. Odori (におい?, Nioi) - 16. Il dio della morte (死神?, Shinigami) - 17. Inseguimento (追跡者?, Tsuiseki-sha) |                        |                   |                        |
| 3  | 19 maggio 2015 | ISBN 978-4-08-890192-3 | 22 marzo 2017     | ISBN 978-88-6883-945-1 |
| 3  | Capitoli - 18. Strategia di salvataggio (救出作戦?, Kyūshutsu sakusen) - 19. Al galoppo (駆ける?, Kakeru) - 20. Divergenze di gusti (喰い違い?, Kui-chigai) - 21. Spettri (亡霊?, Bōrei) - 22. Il leggendario cacciatore di orsi (伝説の熊撃ち?, Densetsu no kumauchi) - 23. Lo spirito del cacciatore (猟師の魂?, Ryōshi no tamashī) - 24. Il valore della sopravvivenza (生き抜いた価値?, Ikinuita kachi) - 25. Yuk (ユク?, Yuku) - 26. Le leggende della montagna (山の掟?, Yama no okite) - 27. Odore di assassinio (殺しの匂い?, Koroshi no nioi) |                        |                   |                        |
| 4  | 19 agosto 2015 | ISBN 978-4-08-890240-1 | 24 maggio 2017    | ISBN 978-88-6883-973-4 |
| 4  | Capitoli - 28. Le cose si complicano (錯綜?, Sakusō) - 29. Il vecchio e la montagna (老人と山?, Rōjin to yama) - 30. Leggende (言い伝え?, Iitsutae) - 31. Quota 203 (二〇三高地?, Ni hyaku san kōchi) - 32. Il misterioso pennuto gigante (怪奇！謎の巨大鳥?, Kaiki! Nazo no kyodai tori) - 33. La fuga magica (呪的逃走?, Juteki tōsō) - 34. Collisione (接触?, Sesshoku) - 35. Dichiarazioni d'amore (求愛?, Kyūai) - 36. Buono a nulla (役立たず?, Yakutatazu) - 37. Inizio di primavera (初春?, Hatsuharu) - 38. Funpe (フンペ?, Funpe) |                        |                   |                        |
| 5  | 18 dicembre 2015 | ISBN 978-4-08-890325-5 | 26 luglio 2017    | ISBN 978-88-3275-066-9 |
| 5  | Capitoli - 39. La pesca delle aringhe e il maniaco omicida (ニシン漁と殺人鬼?, Nishin-ryō to satsujinki) - 40. Il palazzo delle aringhe (ニシン御殿?, Nishin goten) - 41. Scintillare (煌めく?, Kirameku) - 42. Repunkamui (レプンカムイ?, Repunkamui) - 43. Shinna Kisar (シンナキサラ?, Shin'nakisara) - 44. Spari (狙撃?, Sogeki) - 45. Tanigaki il matagi (マタギの谷垣?, Matagi no Tanigaki) - 46. Condanne (刑罰?, Keibatsu) - 47. Il fiore degli Ito (イトウの花?, Itō no hana) - 48. Kiroranke (キロランケ?, Kiroranke) |                        |                   |                        |
| 6  | 18 marzo 2016 | ISBN 978-4-08-890372-9 | 27 settembre 2017 | ISBN 978-88-3275-161-1 |
| 6  | Capitoli - 49. Compagni di viaggio (道連れ?, Michidzure) - 50. Temporale primaverile (春雷?, Shunrai) - 51. Tutti riuniti all'hotel degli orrori! (殺人ホテルだよ全員集合！！?, Satsujin hoteru dayo zen'in shūgō!!) - 52. Volere l'impossibile (無い物ねだり?, Naimono nedari) - 53. Ushiyama l'invincibile (不敗の牛山?, Fuhai no Ushiyama) - 54. Messaggio (ことづて?, Kotodzute) - 55. Nishin Shichijuro (鰊七十郎?, Nishin Nanjūrō) - 56. Il feudo di Matsumae (松前藩?, Matsumae-han) - 57. Bolle (水泡?, Suihō) - 58. Assembramento a Barato (茨戸の烏合?, Barato no ugō) - 59. Lo yojinbo delle praterie innevate (雪原の用心棒?, Setsugen no yōjinbō) |                        |                   |                        |
| 7  | 19 aprile 2016 | ISBN 978-4-08-890451-1 | 29 novembre 2017  | ISBN 978-88-3275-162-8 |
| 7  | Capitoli - 60. Ikakkar Cironhup - La volpe imbrogliona (イカッカラ・チロンヌプ 誑かす狐?, Ikakkara chiron'nupu taburakasu kitsune) - 61. Il derby di Ezo (蝦夷地ダービー?, Ezo-chi dābī) - 62. Kiroranke, il fantino sostituto (替え玉騎手キロランケ?, Kaedama kishu Kiroranke) - 63. Il mostro (モンスター?, Monsutā) - 64. L'osoma del bosco maledetto (悪魔の森のオソマ?, Akuma no mori no osoma) - 65. Pelo Rosso, l'immortale (不死身の赤毛?, Fujimi no akage) - 66. La dimora del terrore (恐怖の棲む家?, Kyōfu no sumu ie) - 67. Pari o dispari (丁半?, Chōhan) - 68. Intrusione (侵入?, Shin'nyū) - 69. La fuga (脱出?, Dasshutsu)                     |                        |                   |                        |
| 8  | 19 agosto 2016 | ISBN 978-4-08-890493-1 | 17 gennaio 2018   | ISBN 978-88-3275-163-5 |
| 8  | Capitoli - 70. L'uomo venuto dal fiume Amur (アムール川から来た男?, Amūru-gawa kara kita otoko) - 71. Un artigiano modello (職人の鑑?, Shokunin no kagami) - 72. Il giovane Edogai (江渡貝くん?, Edogai-kun) - 73. La stagione delle donne (女の季節?, On'na no kisetsu) - 74. Cikapashi (チカパシ?, Chikapashi) - 75. Nato ad Ani (阿仁根っ子?, Ani Nekko) - 76. Kane-Mochi (カネ餠?, Kane Mochi) - 77. Imitazioni (まがいもの?, Magaimono) - 78. La miniera di Yubari (夕張炭鉱?, Yūbari tankō) - 79. Il disastro (大非常?, Dai-hijō) - 80. Messaggio (伝言?, Dengon)                                                                                        |                        |                   |                        |
| 9  | 18 novembre 2016 | ISBN 978-4-08-890554-9 | 28 marzo 2018     | ISBN 978-88-3275-164-2 |
| 9  | Capitoli - 81. Distruggere le prove (隠滅?, Inmetsu) - 82. Nikaido (二階堂?, Nikaidō) - 83. Presagi d'amore (恋占い?, Koi uranai) - 84. In galera (獄中?, Gokuchū) - 85. Un amore irriducibile (恋路いくとせ?, Koiji ikutose) - 86. Parliamo dei vecchi tempi (昔の話をしよう?, Mukashi no hanashi o shiyou) - 87. Il galateo (お行儀?, O gyōgi) - 88. Il fantasma dalle oreccjie lunghe (耳ながお化けがやって来る!?, Miminaga obake ga yattekuru!) - 89. Il kotan del silenzio (沈黙のコタン?, Chinmoku no Kotan) - 90. L'artista (芸術家?, Geijutsuka) |                        |                   |                        |
| 10 | 17 marzo 2017 | ISBN 978-4-08-890589-1 | 30 maggio 2018    | ISBN 978-88-3275-165-9 |
| 10 | Capitoli - 91. Turep (トゥレプ?, Twurepu) - 92. Travestimenti (変装?, Hensō) - 93. Kamui Kotan (カムイコタン?, Kamui Kotan) - 94. Bellezza e funzionalità (機能美?, Kinō-bi) - 95. Somiglianze (似ているもの?, Nite iru mono) - 96. Chiaroveggenza (千里眼?, Senrigan) - 97. La grande tattica per infiltrarsi nella settima divisione (旭川第七師団潜入大作戦?, Asahikawa Dai shichi shidan sennyū Dai-sakusen!!) - 98. Satsuma Hayato (薩摩隼人?, Satsuma Hayato) - 99. Il dirigibile (飛行船?, Hikōsen) - 100. I monti Daisetsu (大雪山?, Daisetsuzan) |                        |                   |                        |

## Volumi 11-20
| 11 | 18 agosto 2017 | ISBN 978-4-08-890639-3                                                      | 18 luglio 2018    | ISBN 978-88-3275-481-0 |
| 11 | Capitoli - 101. Il sottotenente Koito viene sgridato (鯉登少尉叱られる?, Koito shōi shikarareru) - 102. Lampo il bandito e Ogin la vipera (稲妻強盗と蝮のお銀?, Inazuma gōtō to mamushi no o-gin) - 103. Anko nabe (あんこう鍋?, Ankō nabe) - 104. Una lotta disperata contro un terribile veleno mortale! Una serpe gigante nel cuore dell'Hokkaido! (恐怖の猛毒大死闘！北海道奥地に巨大蛇は存在した!?, Kyōfu no mōdoku dai shitō! Hokkaidō okuchi ni kyodai hebi wa sonzai shita!) - 105. Falene (夏の虫?, Natsu no mushi) - 106. Più veloce dei proiettili (弾より速く?, Tama yori hayaku) - 107. Sonno (眠リ?, Nemuri) - 108. Le grandi paludi (大湿原?, Dai-shitsugen) - 109. Kamuinomi (カムイノミ?, Kamui nomi) - 110. Storie di animali (支遁動物記?, Shiton Dōbutsu-ki) |                                                                             |                   |                        |
| 12 | 19 dicembre 2017 | ISBN 978-4-08-890779-6                                                      | 3 ottobre 2018    | ISBN 978-88-3275-552-7 |
| 12 | Capitoli - 111. Un ricordo del padrone (忘れ形見?, Wasuregatami) - 112. Ukochanupkor (ウコチャヌプコロ?, Ukochanupukoro) - 113. Addio, professor Anenata (さよなら姉畑先生?, Sayonara Anehata sensei) - 114. Ecinke (エチンケ?, Echinke) - 115. La piaga delle locuste (蝗害?, Kōgai) - 116. Occhi blu (青い目?, Aoi me) - 117. Verso Abashiri (網走へ?, Abashiri e) - 118. Metterci una pezza (尻拭い?, Shirinugui) - 119. Katonkor-Kamui (コタンコロカムイ?, Kotan koro kamui) - 120. Il rumore dell'attacco a sorpresa (奇襲の音?, Kishū no oto) |                                                                             |                   |                        |
| 13 | 19 marzo 2018 | ISBN 978-4-08-890888-5                                                      | 5 dicembre 2018   | ISBN 978-88-3275-604-3 |
| 13 | Capitoli - 121. Nell'oscurità (暗中?, Anchū) - 122. Inkarmat, la donna che vede il futuro (インカラマツ 見る女?, Inkarmat miru on'na) - 123. Rovesciamento delle parti (形勢逆転?, Keisei Gyakuten) - 124. Foto ricordo (思い出の写真?, Omoide no Shashin) - 125. La stagione del Raccolto (実りの季節?, Minori no Kisetsu) - 126. Kadokura, il capo delle guardie carcerarie (門倉看守部長?, Kadokura Kanshu Buchō) - 127. Il vero citatap (本当のチタタプ?, Hontō no Chitatapu) - 128. Nella notte di novilunio (新月の夜に?, Shingetsu no Yoru ni) - 129. Carcere radiale a cinque ali (五翼放射状平屋舎房?, Goyoku hōshajō hiraya shabō) - 130. Luci guida (誘導灯?, Yūdō-tō)                                                                                                |                                                                             |                   |                        |
| 14 | 19 giugno 2018 | ISBN 978-4-08-891048-2                                                      | 30 gennaio 2019   | ISBN 978-88-3275-667-8 |
| 14 | Capitoli - 131. Appetite for Destruction (破壊欲?, Hakai yoku) - 132. Devastazione (蹂躙?, Jūrin) - 133. Settecento efferati criminali (700人の凶悪犯?, Nana hyaku nin no kyōaku-han) - 134. La sala dei sermoni (教誨堂?, Kyōkaidō) - 135. Chain Death Match (鎖デスマッチ?, Kusari Desumatchi) - 136. L'ultimo samurai (最後の侍?, Saigo no Samurai) - 137. Concordanza (呼応?, Koō) - 138. Perdite (喪失?, Sōshitsu) - 139. Verso Karafuto (樺太へ?, Karafuto e) - 140. La ragazzina Ainu (アイヌの女の子?, Ainu no on'nanoko) |                                                                             |                   |                        |
| 15 | 19 settembre 2018 | ISBN 978-4-08-891098-7 (ed. regolare) ISBN 978-4-08-908315-4 (ed. limitata) | 27 marzo 2019     | ISBN 978-88-3275-750-7 |
| 15 | Capitoli - 141. Gli Ainu di Karafuto (樺太アイヌ?, Karafuto Ainu) - 142. Il villaggio dei russi (在留ロシア人の村?, Zairyū Roshiajin no Mura) - 143. Stenka (スチェンカ?, Suchenka) - 144. Sbam! Wall Death Match (激突！壁デスマッチ?, Gekitotsu! Kabe Desumatchi) - 145. Mister Incontenibile (ミスター制御不能?, Misutā Seigyo Funō) - 146. Banja, la sauna in stile russo (ロシア式蒸し風呂バーニャ?, Roshia-shiki Mushiburo Bānya) - 147. Non uccidere i leoni marini (トドを殺すな！?, Todo o korosu na!) - 148. Radici (ルーツ?, Rūtsu) - 149. Igogusa (いご草?, Igogusa) - 150. Spoglie (遺骨?, Ikotsu) |                                                                             |                   |                        |
| 16 | 19 dicembre 2018 | ISBN 978-4-08-891176-2                                                      | 26 giugno 2019    | ISBN 978-88-3275-837-5 |
| 16 | Capitoli - 151. I Moschi (ジャコジカたち?, Jako-jika tachi) - 152. L'assassino (人斬り?, Hitokiri) - 153. Kyoto (京都?, Kyōto) - 154. Il tempo rimasto (残り時間?, Nokori jikan) - 155. Il circo Yamada (ヤマダ曲馬団?, Yamada kyokubadan) - 156. Sugimoto l'Immortale Harakiri Show (不死身の杉元ハラキリショー?, Fujimi no Sugimoto harakiri shō) - 157. Il grande circo di Karafuto (樺太島大サーカス?, Karafuto-tō Dai-sākasu) - 158. Il gran finale (大トリ?, Ōtori) - 159. Il popolo Uilta (ウイルタ民族?, Uiruta minzoku) - 160. Confine (国境?, Kokkyō) |                                                                             |                   |                        |
| 17 | 19 marzo 2019 | ISBN 978-4-08-891229-5 (ed. regolare) ISBN 978-4-08-908356-7 (ed. limitata) | 25 settembre 2019 | ISBN 978-88-3275-915-0 |
| 17 | Capitoli - 161. Kamui Renkaine (カムイ レンカイネ?, Kamui Renkaine) - 162. I requisiti indispensabili di un cecchino (狙撃手の条件?, Sogekishu no jōken) - 163. Ricercato (指名手配書?, Shimei tehai sho) - 164. Cattivo presagio (悪兆?, Akuchō) - 165. Il portabandiera (旗手?, Kishu) - 166. Fiducia (頼み?, Tanomi) - 167. Tormenta (白くらみ?, Shiro kurami) - 168. I guardiani del faro (灯台守の老夫婦?, Tōdaimori no rōfūfu) - 169. Mekooyashi (メコオヤシ?, Meko oyasi) - 170. La detenuta del carcere di Ako (亜港監獄の女囚?, A-kō kangoku no joshū) |                                                                             |                   |                        |
| 18 | 19 giugno 2019 | ISBN 978-4-08-891334-6                                                      | 11 dicembre 2019  | ISBN 978-88-349-0111-3 |
| 18 | Capitoli - 171. La punizione degli ainu di Karafuto (樺太アイヌの刑罰?, Karafuto Ainu no keibatsu) - 172. Sulle rive del lago Akan (阿寒湖のほとりで?, Akanko no hotori de) - 173. Il mio gigante (僕の怪人?, Boku no Kaijin) - 174. Correre all'impazzata in mezzo al lago (湖の中心で突っ走る?, Mizuumi no chūshin de tsuppashiru) - 175. Bozzoli (繭?, Mayu) - 176. A ognuno il suo dio (それぞれの神様?, Sorezore no kamisama) - 177. Studio fotografico Hasegawa (長谷川写真館?, Hasegawa shashin-kan) - 178. I rivoluzionari (革命家?, Kakumeika) - 179. Lo stretto di Mamiya (間宮海峡?, Mamiya kaikyō) - 180. L'evasione da Ako (亜港監獄?, A-kō kangoku) |                                                                             |                   |                        |
| 19 | 19 settembre 2019 | ISBN 978-4-08-891368-1 (ed. regolare) ISBN 978-4-08-908358-1 (ed. limitata) | 4 marzo 2020      | ISBN 978-88-349-0208-0 |
| 19 | Capitoli - 181. La tigre dell'Amur (アムールトラ?, Amūru Tora) - 182. Quel che non so di mio padre (私の知らない父のこと?, Watashi no shiranai chichi no koto) - 183. Eguagliare i lupi (狼に追いつく?, Ōkami ni oitsuku) - 184. Campo di ghiaccio (流氷原?, Ryūhyōgen) - 185. Rincontrarsi (再会?, Saikai) - 186. Oggetto smarrito (忘れ物?, Wasuremono) - 187. La macchia del peccato (罪穢れ?, Tsumi kegare) - 188. Vivere (生きる?, Ikiru) - 189. Macchie di sangue (血痕?, Kekkon) - 190. Per il domani (明日のために?, Ashita no tame ni) |                                                                             |                   |                        |
| 20 | 19 dicembre 2019 | ISBN 978-4-08-891437-4                                                      | 23 settembre 2020 | ISBN 978-88-349-0333-9 |
| 20 | Capitoli - 191. Acque natie (故郷の水?, Kokyō no mizu) - 192. Patto rinnovato (契約更新?, Keiyaku kōshin) - 193. Noboribetsu onsen (登別温泉?, Noboribetsu onsen) - 194. Odore di zolfo (硫黄のにおい?, Iō no nioi) - 195. Il regno di Ariko (有古の庭?, Ariko no niwa) - 196. Mosu (モス?, Mosu) - 197. Il moccioso viziato (ボンボン?, Bonbon) - 198. Il triciclo di Otoshin (音之進の三輪車?, Onoshin no sanrinsha) - 199. Il consolato russo in cima alla collina (坂の上のロシア領事館?, Saka no ue no roshia ryōjikan) - 200. L'uomo degli anpan di Tsukisappu (月寒あんぱんのひと?, Tsukisamu anpan no hito) |                                                                             |                   |                        |

## Volumi 21-31
| 21 | 19 marzo 2020 | ISBN 978-4-08-891501-2                                                      | 2 dicembre 2020   | ISBN 978-88-349-0407-7 |
| 21 | Capitoli - 201. Ciao ciao, Russia (あばよロシア?, Abayo Roshia) - 202. L'incubo del cecchino (狙撃手の悪夢?, Sogeki-shu no akumu) - 203. Ritratti (似顔絵?, Nigao e) - 204. Quello che voglio tramandare (残したいもの?, Nokoshitai mono) - 205. Il cinematografo (シネマトグラフ?, Shinematogurafu) - 206. La distanza tra i due (二人の距離?, Futari no kyori) - 207. La luna vista dalla trincea (塹壕から見えた月?, Zangō kara mieta tsuki) - 208. Grigio tendente al nero (限りなく黒に近い灰色?, Kagirinaku kuro ni chikai haiiro) - 209. Kesorap (ケソラプ?, Kesorapu) - 210. Dolci bugie (甘い嘘?, Amai uso) - 211. La rabbia di Shiraishi (怒りのシライシ?, Ikari no Shiraishi) |                                                                             |                   |                        |
| 22 | 19 giugno 2020 | ISBN 978-4-08-891582-1                                                      | 31 marzo 2021     | ISBN 978-88-349-0535-7 |
| 22 | Capitoli - 212. Pelo rizzato (怒り毛?, Ikari ke) - 213. Fuga da Karafuto (樺太脱出?, Karafuto dasshutsu) - 214. Cacciatorpediniere Ikazuchi vs Traghetto di Karafuto (雷型駆逐艦VS樺太連絡船?, Kaminari gata kuchiku kan vs. Karafuto renraku sen) - 215. Angeli dei ghiacci (流氷の天使?, Ryūhyō no tenshi) - 216. Il misterioso orso bianco (謎の白い熊?, Nazo no shiroi kuma) - 217. In Hokkaido (北海道にて?, Hokkaidō nite) - 218. I cercatori d'oro (砂金掘り師たち?, Sakin horishi tachi) - 219. Il maestro Heita (平太師匠?, Heita shishō) - 220. La pelliccia (毛皮?, Kegawa) - 221. L'uomo-orso (ヒグマ男?, Higuma otoko) |                                                                             |                   |                        |
| 23 | 18 settembre 2020 | ISBN 978-4-08-891704-7 (ed. regolare) ISBN 978-4-08-908375-8 (ed. limitata) | 30 giugno 2021    | ISBN 978-88-349-0658-3 |
| 23 | Capitoli - 222. Le pelli tatuate (刺青人皮?, Shisei ni kawa) - 223. Nikaido torna in forma (二階堂 元気になる?, Nikaidō genki ni naru) - 224. Sulle rive del lago Shikotsu (支笏湖のほとりで?, Shikotsu ko no hotori de) - 225. I bassifondi (貧民窟?, Hinmin kutsu) - 226. Luogo sacro (聖地?, Seichi) - 227. Complicità (共犯?, Kyōhan) - 228. Shims Enaga (シマエナガ?, Shima Ena ga) - 229. Una madre perfetta (完璧な母?, Kanpeki na haha) - 230. Kano ienaga (家永カノ?, Lenaga kano) - 231. Il parto (出産?, Shussan) |                                                                             |                   |                        |
| 24 | 18 dicembre 2020 | ISBN 978-4-08-891737-5                                                      | 22 settembre 2021 | ISBN 978-88-349-0749-8 |
| 24 | Capitoli - 232. Famiglia (家族?, Kazoku) - 233. Il venditore di caramelle (飴売り?, Ameuri) - 234. Il battello a vapore (蒸気船?, Jōki-sen) - 235. Il postino dell'inferno (地獄の郵便配達人?, Jigoku no yūbin haitatsunin) - 236. Il re (王様?, Ōsama) - 237. Gara di apnea sott'acqua (水中息止め合戦?, Suichū ikidome gassen) - 238. Quando ti piace qualcuno (好きな人に?, Sukinahitoni) - 239. Emissioni (発射?, Hassha) - 240. Il sergente maggiore Kikuta (菊田特務曹長?, Kikuta tokumu sōchō) |                                                                             |                   |                        |
| 25 | 18 marzo 2021 | ISBN 978-4-08-891813-6                                                      | 26 gennaio 2022   | ISBN 978-88-349-0857-0 |
| 25 | Capitoli - 241. Il kamui scomparso (消えたカムイ?, Kieta Kamui) - 242. A turno (交互に?, Kōgo ni) - 243. I soldati scelti (上等兵たち?, Jōtō-hei-tachi) - 244. Sbarco a Otaru (小樽上陸?, Otaru Jōriku) - 245. Riuniti in città (再会の街?, Saikai no machi) - 246. L'icona degli ainu (アイスの偶像?, Aisu no gūzō) - 247. Lo schema (決まり事?, Kimariji) - 248. La chiesa (教会?, Kyōkai) - 249. A ciascuno il suo sogno (それぞれの夢?, Sorezore no yume) - 250. Fuochi d'artificio (打ち上げ花火?, Uchiage hanabi) |                                                                             |                   |                        |
| 26 | 18 giugno 2021 | ISBN 978-4-08-892011-5                                                      | 9 marzo 2022      | ISBN 978-88-349-0935-5 |
| 26 | Capitoli - 251. Il birrificio Sapporo (札幌ビール工場?, Sapporo Bīru kōjō) - 252. La cantina di stoccaggio (貯酒室?, Choshu-shitsu) - 253. La reputazione di mio padre (父の汚名?, Chichi no omei) - 254. Uoramkote (窮鼠?, Kyūso) - 255. Sugumoto lo squartatore (切り裂き杉元?, Kirisaki Sugimoto) - 256. Il preferito di Tokushiro (篤四郎さんの一番?, Tokushirō-san no ichiban) - 257. La faccia delusa (がっかりした顔?, Gakkari shita kao) - 258. Il peso da portare (重荷?, Omoni) - 259. Crearsi una patria (放郷を作る?, Hō gō o tsukuru) - 260. Difesa a ogni costo (死守?, Shishu) |                                                                             |                   |                        |
| 27 | 17 settembre 2021 | ISBN 978-4-08-892074-0                                                      | 22 giugno 2022    | ISBN 978-88-349-1039-9 |
| 27 | Capitoli - 261. La squadra dei pompieri (消防組?, Shōbō-gumi) - 262. All'inseguimento dell'auto promozionale della birra Sapporo (札幌麦酒宣伝車追跡劇?, Sapporo Bīru senden-sha tsuiseki geki) - 263. Oosawa Fusataro, detto "Botaro il pirata" (海賊房太郎こと大沢房太郎?, Kaizoku Fusatarō koto Ōsawa Fusatarō) - 264. La donna all'ospedale di Otaru (小樽の病院で見た女?, Otaru no byōin de mita on'na) - 265. Dal buco della serratura (鍵穴?, Kagiana) - 266. Le ossa del mignolo (小指の骨?, Koyubi no hone) - 267. La rottura (断絶?, Danzetsu) - 268. Una freccia avvelenata (一本毒矢?, Ippon dokuya) - 269. Alla miniera di Wilk (ウイルクのやり方?, Uiruku no yarikata) - 270. La causa di tutti i mali (全ての元凶?, Subete no genkyō) - 271. La moneta d'oro a chiazze (まだら模様の金貨?, Madara moyō no kinka) |                                                                             |                   |                        |
| 28 | 17 dicembre 2021 | ISBN 978-4-08-892162-4                                                      | 21 settembre 2022 | ISBN 978-88-349-1133-4 |
| 28 | Capitoli - 272. Ipopte (イポㇷ゚テ?, Ipopte) - 273. Il teatro di Tsurumi (鶴見劇場?, Tsurumi gekijō) - 274. Pignoleria (だわり?, Kodawari) - 275. Una storia d'amore a Tokyo (東京愛物語?, Tōkyō aimonogatari) - 276. Gamberi fritti (エビフライ?, Ebifurai) - 277. Operazione "salvaguardia della verginità di Yusaku Hanazawa" (花沢勇作童貞防衛作戦?, Hanazawa Yūsaku dōtei bōei sakusen) - 278. La signorina Kaeko e il pisello al vento (花枝子お嬢様とふりちんノラ坊?, Kaeko ojōsama to furi-chin nora bō) - 279. Una mia impresa (俺の手柄?, Ore no tegara) - 280. Lo sparo della decisione (決意の号砲?, Ketsui no gōhō) |                                                                             |                   |                        |
| 29 | 19 aprile 2022 | ISBN 978-4-08-892243-0                                                      | 7 dicembre 2022   | ISBN 978-88-349-1251-5 |
| 29 | Capitoli - 281. Gente di Hakodate (函館のひと?, Hakodate no hito) - 282. Un istante (一刻?, Ikkoku) - 283. Il tatuaggio della divinità (神の刺青?, Kami no irezumi) - 284. I nostri kamui (私たちのカムイ?, Watashitachi no Kamui) - 285. La battaglia decisiva (最終決戦?, Saishū kessen) - 286. Time Limit (タイムリミット?, Taimu Rimitto) - 287. Il cavallo di Kadokura (門倉の馬?, Kadokura no uma) - 288. Il gentiluomo (爽やかな男?, Sawayakana otoko) - 289. L'assedio del goryokaku (五稜郭攻囲戦?, Goryōkaku kōi-sen) - 290. La statua della dea Kannon (観音像?, Kan'non-zō) |                                                                             |                   |                        |
| 30 | 17 giugno 2022 | ISBN 978-4-08-892294-2                                                      | 22 marzo 2023     | ISBN 978-88-349-1921-7 |
| 30 | Capitoli - 291. Pezzo da museo (骨董品?, Kotsutōhin) - 292. La battaglia navale di Hakodate (函館湾海戦?, Hakodatewan kaisen) - 293. Gli invasori (侵入者?, Shin'nyū-sha) - 294. Silenzio (静寂?, Shijima) - 295. In due (ふたり?, Futari) - 296. Bushido (武士道?, Bushidō) - 297. Fuga dal Goryokaku (五稜郭脱出?, Goryōkaku dasshutsu) - 298. La figlia di Wilk (ウイルクの娘?, Uiruku no musume) - 299. Perdono (許し?, Yurushi) - 300. La battaglia continua (再延長戦?, Sai enchō-sen) - 301. La seconda squadra (第二陣?, Dainijin) - 302. Violenza a bordo treno (車内暴力?, Shanai bōryoku) |                                                                             |                   |                        |
| 31 | 19 luglio 2022 | ISBN 978-4-08-892370-3                                                      | 28 giugno 2023    | ISBN 978-88-349-2076-3 |
| 31 | Capitoli - 303. Treno fuori controllo (暴走列車?, Bōsō ressha) - 304. Storia (歴史?, Rekishi) - 305. Esitazione (迷い?, Mayoi) - 306. Attacco suicida (特攻?, Tokkou) - 307. Il professor pisello (ちんぽ先生?, Chinpo sensei) - 308. Fatti della stessa pasta (似た者同士?, Nitamono dōshi) - 309. Bagno di sangue (血濡れ事?, Chinuregoto) - 310. Benedizione (祝福?, Shukufuku) - 311. La scelta di Ashirpa (アシㇼパの選択?, Ashiripa no sentaku) - 312. La mia parte (分け前?, Wakemae) - 313. Capolinea (終着?, Shūchaku) - 314. Gran finale (大団円?, Daidanen) |                                                                             |                   |                        |